# Acacia pinguiculosa
Acacia pinguiculosa är en ärtväxtart som beskrevs av Richard Sumner Cowan och Bruce R. Maslin. Acacia pinguiculosa ingår i släktet akacior, och familjen ärtväxter.

## Underarter
Arten delas in i följande underarter:
- A. p. pinguiculosa
- A. p. teretifolia